# Gilbert Bishop

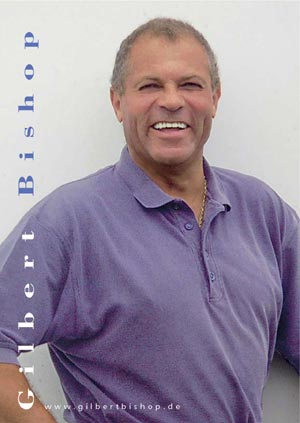
Autogrammkarte von Gilbert Bishop

Gilbert Bishop, geboren als Gilbert Bischoff (* 16. März 1946 in Darmstadt) ist ein deutscher Sänger und Musiker.

## Leben
Gilbert wuchs in Chicago und  Darmstadt auf, besuchte dort die Schule und absolvierte eine Ausbildung zum Feinblechner.
1961 spielte Bishop als Bassist und Sänger in der von ihm und dem Schlagzeuger Manfred Meister gegründeten Band The Pralins. Wolfgang Göhle und Klaus Weicker traten der Band als Gitarristen bei. Im Jahr 1965 nahm die Band ihre erste LP mit dem Titel Beat with the Pralins auf. Im gleichen Jahr folgte die zweite LP mit dem Titel Beat Beat Beat. Die beiden LPs wurden 2004 von Bear Family Records als CD neu aufgelegt. Im Jahr 2000 schrieb der Autor Hans-Jürgen Klitsch in seinem Buch Shakin' All Over ausführlich über Gilbert und The Pralins. 1970 wurde Gilbert ein Vertrag mit Ralph Siegel angeboten und gemeinsam nahmen sie die Songs Kookoorookookoo und Heartbeat auf.
Am 1. Oktober 1971 bekam Bishop einen neuen Künstlervertrag bei der Phonogram Tongesellschaft, mit der die Titel Laß mich beten für die Liebe und Auf jedem Wege liegen Steine aufgenommen wurden. Mit Laß mich beten für die Liebe erreichte Gilbert und die Rocky Till Singers 1972 in St. Moritz bei der Vorausscheidung zum Eurovision Song Contest den zweiten Platz.
Am 27. Oktober 1971 wurde Gilbert Bishop als Solo-Sänger und Tänzer für das Musical Happy Journey verpflichtet. Von 1974 bis 2007 arbeitete er als DJ und als Gastronom.
Am 25. Oktober 2007 bekam er einen Plattenvertrag bei Soundstarrecords, wo die CDs Seasons of Music, Music Meets Christmas, Seasons of Soul, Seasons of Change und im Februar 2022 Still Remember sowie Dezember 2023 Soul of my Heart und August 2025 Soul of my Heart part 2 veröffentlicht wurden.
Gilbert Bishop lebt seit 1970 in München, hatte ein Lokal in Hohenbrunn bei München und war fünf Jahre Sänger und Frontmann bei der Rockband Vollgas Jonny.  2012 gründete er zusammen mit dem Pianisten Robert Mares die Soulband Soulissimo und ist Sänger und Frontmann in dieser Band.

## Belege
| Personendaten    | Personendaten                   |
| ---------------- | ------------------------------- |
| NAME             | Bishop, Gilbert                 |
| ALTERNATIVNAMEN  | Bischoff, Gilbert (Geburtsname) |
| KURZBESCHREIBUNG | deutscher Sänger und Musiker    |
| GEBURTSDATUM     | 16. März 1946                   |
| GEBURTSORT       | Darmstadt                       |

1. ↑  Shakin' All Over (Memento des Originals vom 6. Dezember 2013 im Internet Archive)  Info: Der Archivlink wurde automatisch eingesetzt und noch nicht geprüft. Bitte prüfe Original- und Archivlink gemäß Anleitung und entferne dann diesen Hinweis.
2. 1 2  Offizielle Homepage